# Agostana
Agostana es una variedad cultivar de ciruelo (Prunus domestica), de las denominadas ciruelas europeas.
Una variedad de ciruela de fruta muy antigua utilizada tradicionalmente en la cocina italiana. Las frutas tienen un tamaño mediano, color base de la piel violeta con matices entre el violeta y el violeta oscuro, algunos puntos pequeños, y pulpa de color amarillo verdoso, textura medianamente firme, poco jugosa, con un sabor bastante insípido, poco rico, usos culinarios y en confitería.

## Sinonimia
- "Susino Agostana",
- "Prugna Agostana".

## Historia
'Agostana' variedad de ciruela, fruta muy antigua utilizada como ciruela en confituras, y tradicionalmente en la cocina italiana. La variedad estuvo una vez particularmente extendida en el territorio del Valle Medio del Tíber. Las plantas madre han sido identificadas en los municipios de Todi y Collazzone, en la provincia de Perugia.
'Agostana' está cultivada en diversos bancos de germoplasma de cultivos vivos, tales como en National Fruit Collection (Colección Nacional de Fruta) de Reino Unido con el número de accesión: 1958-153 y Nombre Accesión : Agostana. Recibido por "The National Fruit Trials" (Probatorio Nacional de Fruta) desde el "Vivaio Ansaloni", Bolonia (Italia), para evaluar sus características en 1958.

## Características
'Agostana' árbol de vigor medio a bajo, de copa poco densa, sus ramas muestran una débil tinción antociánica en las puntas, los cogollos vegetativos son de tamaño mediano, tienen un ápice agudo y están en promedio elevados con respecto a la rama, el soporte de la gema, en comparación con ella, es de gran tamaño y tiene, aunque no muy perceptiblemente, aberturas laterales de algunos milímetros de largo. Flor blanca, que tiene un tiempo de floración que comienza a partir del 17 de abril con el 10% de floración, para el 20 de abril tiene una floración completa (80%), y para el 1 de mayo tiene un 90% de caída de pétalos.
'Agostana' tiene una talla de tamaño mediano (peso promedio 21.57 g), de forma elíptica, son simétricos en visión ventral, no presentan pubescencia ni depresión en el ápice, sutura línea, hacia el extremo del pistilo es poco profunda; epidermis tiene una piel fina, suave, en gran parte cubierta con pruina, siendo el color base de la piel violeta con matices entre el violeta y el violeta oscuro, algunos puntos pequeños; pedúnculo de longitud mediano (largo promedio 12.26 mm), algo curvo, pubescente, bien adherido al fruto con la cavidad del pedúnculo estrecha y apenas pronunciada; pulpa de color amarillo verdoso, textura medianamente firme, poco jugosa con un sabor bastante insípido, poco rico, usos culinarios y en confitería.
Hueso semi libre, tiene una forma elíptica estrecha, desarrollo de cáscara débil. La cara lateral tiene una textura martillada, mientras que el ápice tiene forma redondeada. La semilla representa el 5% del peso total del fruto.
Su tiempo de recogida de cosecha es medio, se inicia en su maduración en la segunda quincena de agosto. Los árboles son susceptibles al cancro bacteriano.

## Usos
Debido a su sabor bastante insulso es de poco valor como ciruela fresca de postre, pero una excelente variedad culinaria, y especialmente indicada como ciruela en confitería, y en conservas.